# SBB RABe 501
Die RABe 501 sind 200 Meter lange, elfteilige Gliederzüge der SBB von Stadler Rail. Die SBB bezeichnen die Züge auch als Giruno (abgeleitet aus rätoromanisch girùn für „Bussard“). Beim Hersteller heisst der Zug Stadler SMILE (für „Schneller Mehrsystemfähiger Innovativer Leichter Expresszug“, bis 2017 Stadler EC250).

## Auftrag, Bau und Lieferung

### Ausschreibung
Die SBB hatten im Jahr 2012 unter dem Projektnamen «BeNe» (Beschaffung Neue internationale Züge) insgesamt 29 Züge für den Nord-Süd-Verkehr ausgeschrieben. Die Züge sollten einstöckig und nicht mit Neigetechnik ausgestattet sein, im Unterschied zu den Fahrzeugen des Ost-West-Verkehrs, für den die SBB 2010 den Twindexx Swiss Express bei Bombardier Transportation bestellt hatten. Neben den etablierten Herstellern von Fernverkehrszügen Alstom Transport, Siemens Rail Systems und Patentes Talgo beteiligte sich an der Ausschreibung auch der Schweizer Hersteller Stadler Rail. Stadler baute erfolgreich Regionalzüge, konnte als Fernverkehrsprodukte jedoch nur modifizierte Regionalzüge vorweisen, die nach Österreich und Norwegen geliefert worden waren. Stadler Rail griff bei der Entwicklung des Zuges auf Komponenten der bisherigen Fahrzeugfamilien zurück. Nachdem keiner der Anbieter die erforderlichen Anforderungen erfüllen konnte, wurde eine zweite Ausschreibungsrunde gestartet, bei der sich Siemens nicht mehr beteiligte. Am 9. Mai 2014 wurde bekanntgegeben, dass die SBB für 980 Millionen Franken den Stadler SMILE für „Schneller Mehrsystemfähiger Innovativer Leichter Expresszug“ (bis 2017 Stadler EC250) ausgewählt haben. Ausserdem bestehe eine Option für den Kauf von 92 weiteren Kompositionen. Stadler Rail konnte sich gegen die Konkurrenzangebote von Alstom und Talgo durchsetzen.
Allerdings erhoben beide Wettbewerber Einspruch gegen die Vergabe, weshalb die SBB den Vertrag mit Stadler zunächst nicht unterschreiben durften. Zwar zog Alstom seinen Einspruch im September 2014 zurück, doch die Auftragserteilung blieb weiter blockiert, bis das Bundesverwaltungsgericht im Oktober 2014 in einem Zwischenbescheid die Klage seitens Talgo als «weitgehend offensichtlich unbegründet» einstufte und daher die Auftragsvergabe ermöglichte. Talgo hatte moniert, dass das Angebot von Stadler Rail, das teurer als das eigene sei, von den SBB als das wirtschaftlich günstigste angesehen worden war. Dem hielt das Gericht entgegen, dass nicht allein die Anschaffungskosten, sondern auch die künftigen Kosten in die Rechnung einbezogen werden können. Am 30. Oktober 2014 wurden die Verträge zwischen den SBB und Stadler Rail unterzeichnet.
Seit 2015 wird das Projekt bei den SBB unter dem Namen «Giruno» (abgeleitet aus rätoromanisch girùn für «Bussard») geführt.

### Design
Das Design der Züge wurde von Nose Design entwickelt und vom Design Preis Schweiz in der Edition 2017/18 mit dem Design Leadership Prize: Focus Ageing Society ausgezeichnet.

### Inbetriebsetzung

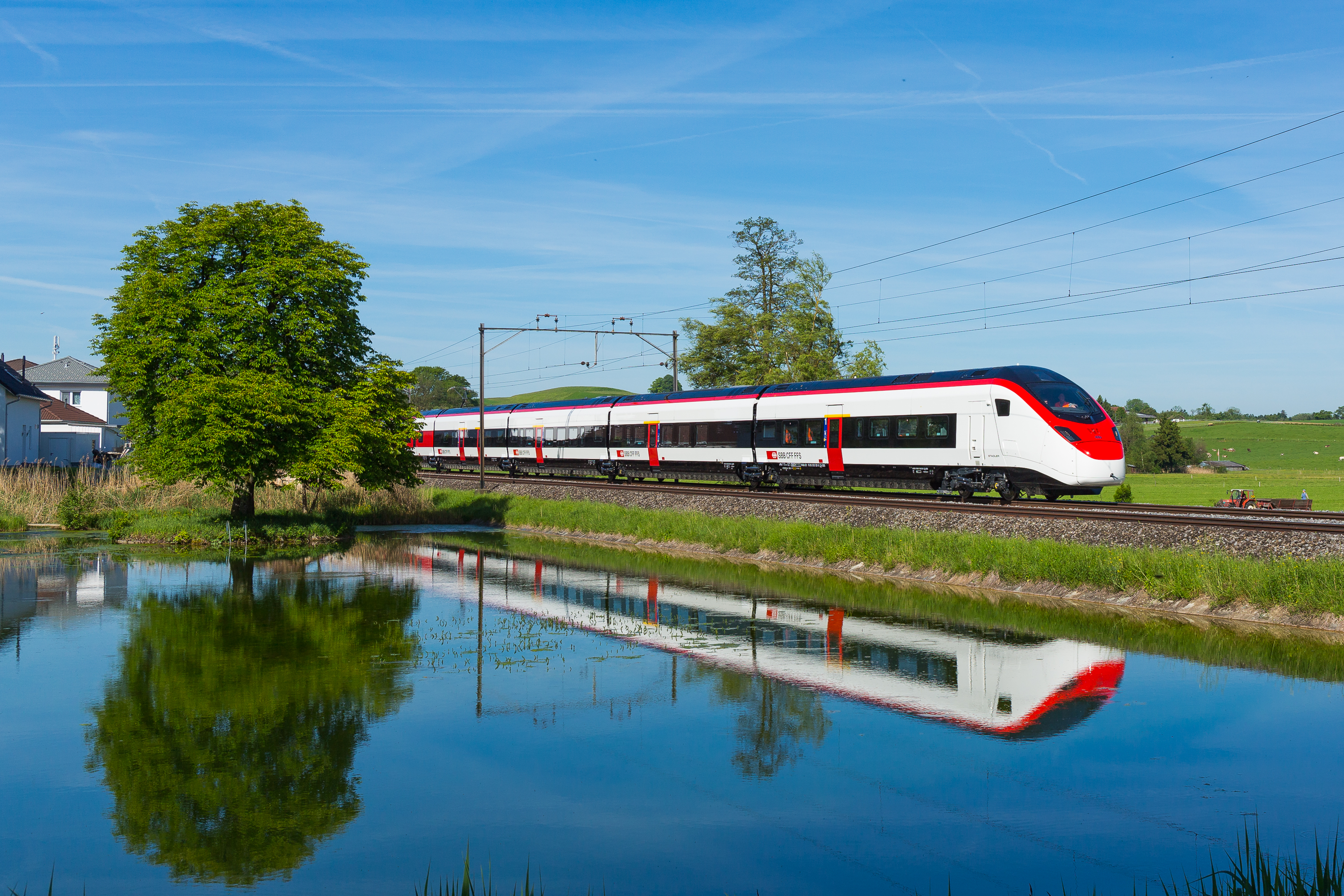
Stadler «SMILE» während einer Testfahrt zwischen Erlen und Romanshorn

An der Innotrans 2016 präsentierte Stadler am 21. September 2016 im Beisein des CEO der Schweizerischen Bundesbahnen (SBB), Andreas Meyer, sowie Peter Spuhler, Group CEO und Eigentümer von Stadler, den neuen Eurocity-Zug Giruno in Form eines fünfteiligen Kurzzuges. Der erste komplett fertiggestellte elfteilige Zug wurde seit April 2017 erprobt und konnte regelmässig in der Nähe von Stadlers Inbetriebssetzungszentrum in Erlen beobachtet werden. Im Beisein von Bundespräsidentin Doris Leuthard fand am 18. Mai 2017 in Bussnang der feierliche Roll-out statt. Um die von den SBB gewünschten Auslandszulassungen zu erhalten, wurde mit mehreren Zügen sowohl im Heimatland wie in den angrenzenden Ländern Italien, Deutschland und Österreich getestet. Um die Zulassungsbedingungen für die Höchstgeschwindigkeit von 250 km/h zu erfüllen, wurden am 23. Februar 2018 zwischen Hannover und Göttingen sowie über Ostern im Gotthard-Basistunnel Probefahrten mit bis zu 275 km/h (+10 % von 250 km/h) erfolgreich durchgeführt.
Am 4. April 2019 erteilte das Bundesamt für Verkehr (BAV) den neuen Hochgeschwindigkeitszügen von Stadler eine Betriebsbewilligung für 200 km/h in Einzeltraktion auf dem Schweizer Netz. Die Genehmigung für Italien in Doppeltraktion erhielten die Züge im März 2020 von der Eisenbahnagentur der Europäischen Union (ERA); die Zulassung für Deutschland erfolgte im Oktober 2020, die für Österreich im Dezember 2021. Am 8. Mai 2019 erfolgte die erste kommerzielle Fahrt zwischen Zürich HB und Erstfeld, seit Mitte Mai 2019 wurden die Züge regelmässig auf einzelnen Strecken eingesetzt, um Betriebserfahrung auf dem Heimatnetz zu sammeln; anfangs hauptsächlich von Basel SBB nach Zürich Flughafen und zurück, da die SBB ihre Werkstatt in Basel als Wartungsstützpunkt ausgewählt hatte.
Seit Dezember 2019 verkehren die Züge fahrplanmässig durch den Gotthard-Basistunnel und verbinden Basel/Zürich mit Chiasso bzw. Lugano. Fahrten nach Italien bis Mailand erfolgten seit 12. August 2020, seit September auch in Doppeltraktion. Zu Zielen in Italien über Mailand hinaus wurden 2020 Testfahrten durchgeführt. Am 10. Mai 2021 wurde der 29. Zug von den SBB abgenommen.

### Optionseinlösungen
2022 löste die SBB die Option für sieben weitere Züge ein, die bis 2026 geliefert werden sollen. Diese Züge werden für den Ausbau des grenzüberschreitenden Verkehrs nach Deutschland benötigt, wo sie ab 2026 auf Hochgeschwindigkeitsstrecken wie der Ausbau- und Neubaustrecke Karlsruhe–Basel mit 250 km/h verkehren sollen. Das Auftragsvolumen beträgt etwa 250 Mio. Schweizer Franken.
2024 erweiterte die SBB die Optionseinlösung um fünf weitere Züge. Diese fünf Züge ermöglichen ab 2026 einen Angebotsausbau im internationalen Verkehr via Gotthardachse nach Italien - sie sollen zusammen mit den sieben Giruno produziert werden, die 2022 bestellt wurden.

## Einsatz
Die neuen Züge werden seit 2019 in der Schweiz eingesetzt, zuerst zwischen Zürich-Flughafen und Basel, seit Ende 2019 bis Chiasso und seit August 2020 bis nach Mailand. Am Gotthard ersetzen die Züge langfristig die Neigezüge der Typen ICN und ETR 610, die auf kurvigen Strecken wie der Jurasüdfusslinie eingesetzt werden. Der Giruno ist auch in Italien, Deutschland und Österreich zugelassen.
Seit dem Jahr 2022 fahren die Züge von Basel und Zürich nach Lugano, Mailand und weiter nach Genua beziehungsweise Sestri Levante, Bologna und Venedig. Mit dem Fahrplanwechsel im Dezember 2023 war mit der Linie Frankfurt (Main) – Zürich – Mailand der erstmalige Einsatz in Deutschland vorgesehen, dies verzögerte sich jedoch aufgrund des Eisenbahnunfalls im Gotthard-Basistunnel bis zur Wiederinbetriebnahme (ab Juni 2024 bis Zürich, ab September 2024 bis Mailand).
Ab dem Fahrplanwechsel 2025 werden die Züge auf den beiden verlängerten EC-Linien EC 30 Zürich HB – Florenz S. M. N. und EC 35 Zürich HB – Livorno Centrale eingesetzt.
Aufgrund der Höchstgeschwindigkeit von 250 km/h können die Züge nicht bis Rom verkehren, da für den Betrieb auf den Schnellfahrstrecken Mailand–Bologna, Bologna–Florenz und Florenz–Rom eine Geschwindigkeit von 300 km/h gefordert wird. Da die SBB jedoch schon länger an einer direkten Verbindung zwischen Zürich und Rom interessiert sind, wird der Einsatz von alternativen Rollmaterial geprüft. Zur Auswahl stehen hierbei die Frecciarossa 1000 von Hitachi Rail oder einer der neuen Hochgeschwindigkeitszüge, die die SBB Anfang 2025 ausschrieben.

## Technisches
Die Einheiten laufen, abgesehen von den Führerstandsenden, nur auf Jakobs-Drehgestellen. Sie sind deshalb an keiner Stelle ohne Nutzung von Hebezeugen und Hilfslaufwerken trennbar. Die Drehgestelle und sämtliche Gelenke sind mit Schlingerdämpfern ausgerüstet. Sie sind unter den beiden Einphasenwechselspannungen von 15 kV mit 16,7 Hz und 25 kV mit 50 Hz sowie mit der in Italien üblichen Gleichspannung von 3 kV einsetzbar. An den Führerstandsenden sind die Endwagen mit Scharfenbergkupplungen Typ 10 mit Kontaktaufsätzen ausgerüstet. Diese Kupplungen werden im ungenutzten Zustand durch Klappen abgedeckt.
Die Giruno bieten Multifunktions- und Fahrradabteile. Rollstuhlfahrerplätze und die behindertengerechten WCs sind in beiden Wagenklassen zu finden. Die übrigen Toilettenbereiche gliedern sich in je drei Kabinen: ein Unisex-WC, ein für Damen vorbehaltenes WC sowie eine Pissoir-Kabine. Die Züge verfügen über WLAN, Steckdosen der Typen F und J an allen Sitzen, große Gepäckablagen und ein Beleuchtungskonzept mit LED-Lampen.

### Varianten

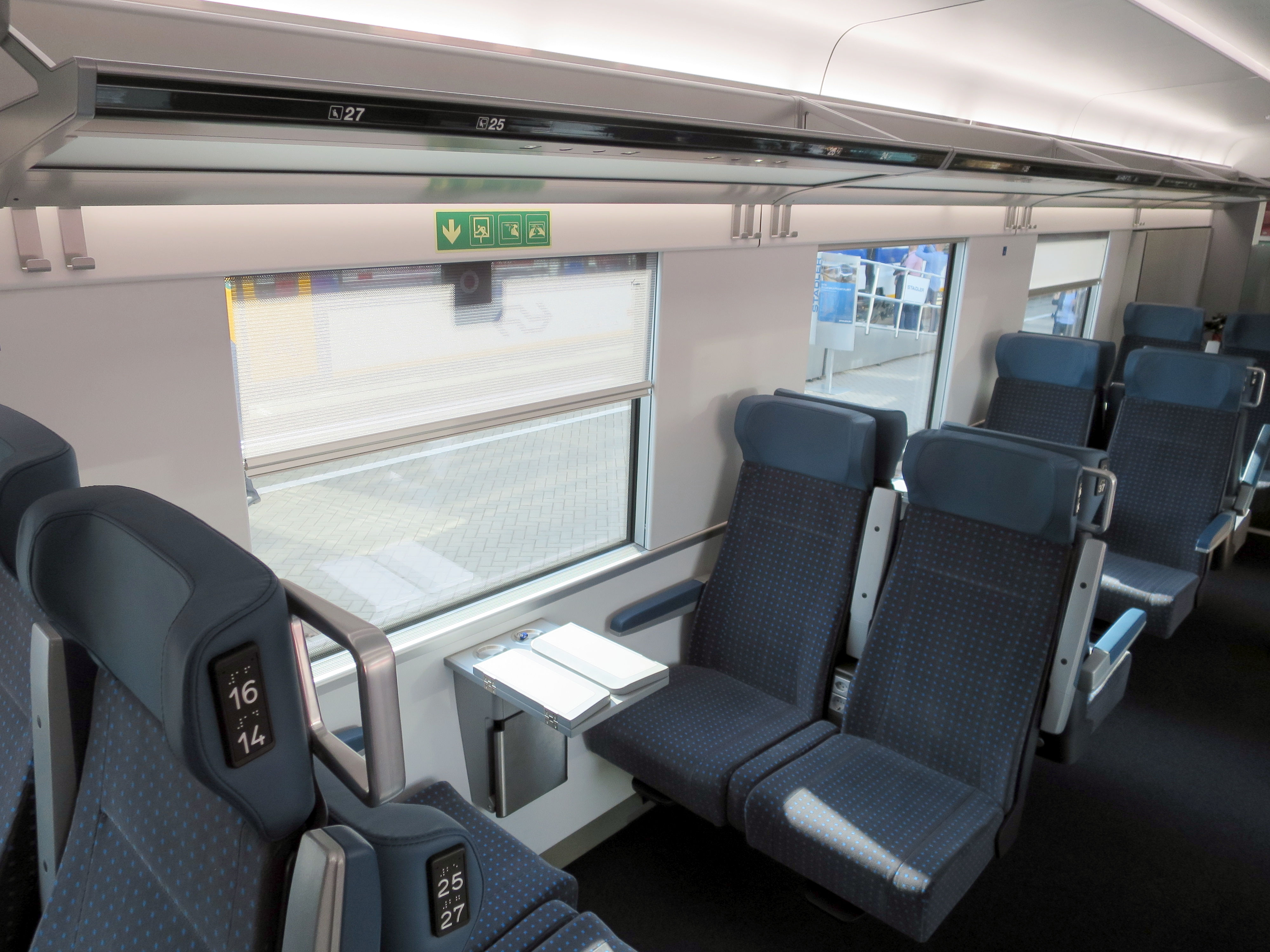
Innenraumansicht: 2. Klasse

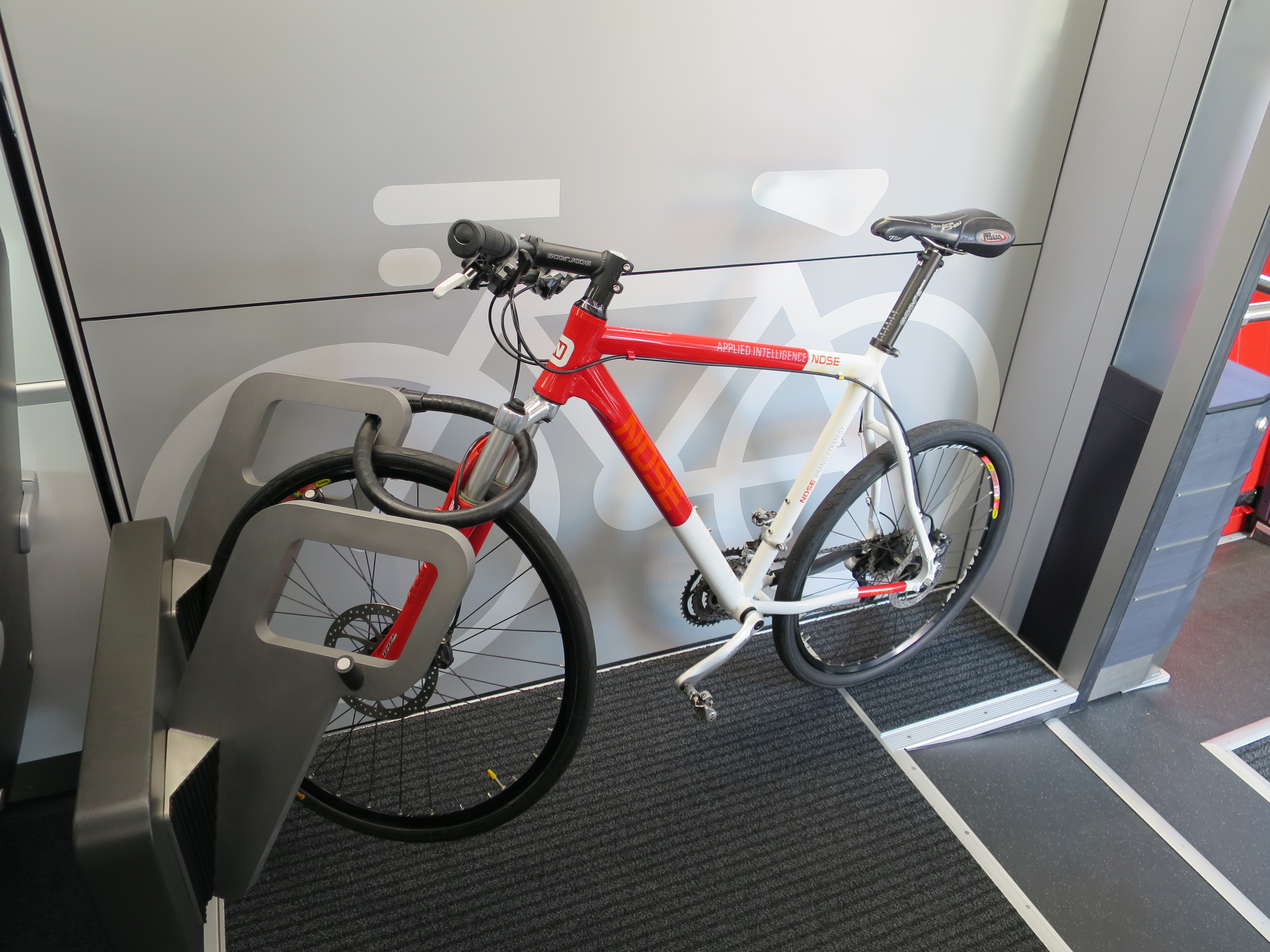
Fahrradstellplatz im EC 250

Die Flotte sollte laut ursprünglicher Bestellung aus zwei Varianten bestehen: 19 Züge mit Speisewagen (Typ 1) und 10 Züge ohne Speisewagen, dafür mit einem zusätzlichen Zweitklasswagen (Typ 2). Anfang 2015 haben die SBB beschlossen, alle 29 Züge mit Speisewagen zu bestellen, so dass es keine Unterschiede innerhalb der Flotte gibt.

### Bodenniveau
Jede Einheit verfügt auf jeder Seite über zwei Einstiege auf 550 mm (Bahnsteighöhe in der Schweiz, in Italien, in Österreich und teilweise in Deutschland), jeweils an den Wagen vor und nach dem Speisewagen. Zusätzlich befindet sich in der Mitte aller Wagen auf jeder Seite ein Einstieg auf 760 mm (Fernverkehrsbahnsteighöhe in Deutschland).
Bedingt durch die niedrige Einstiegshöhe ist das Bodenniveau in den Wagen nicht einheitlich: An den Wagenenden über den Drehgestellen sind die Sitzplätze auf Podesten angeordnet. Der Mittelgang steigt zu den Gelenken hin mit Rampen an.

### Bestuhlung
Im Gegensatz zu den bisherigen EuroCity-Reisezugwagen der SBB verfügen die Giruno in beiden Wagenklassen auch über Sitze in Reihenbestuhlung. Diese Sitze verfügen über Klapptische am Vordersitz. Die Mehrzahl der Sitze ist jedoch weiterhin vis-à-vis angeordnet. In der 2. Klasse verfügen bei den Vis-à-vis-Sitzgruppen nur die Fensterplätze über Tische, in der 1. Klasse gibt es je Sitzgruppe einen grossen, gemeinsamen Tisch.

## Zugtaufen

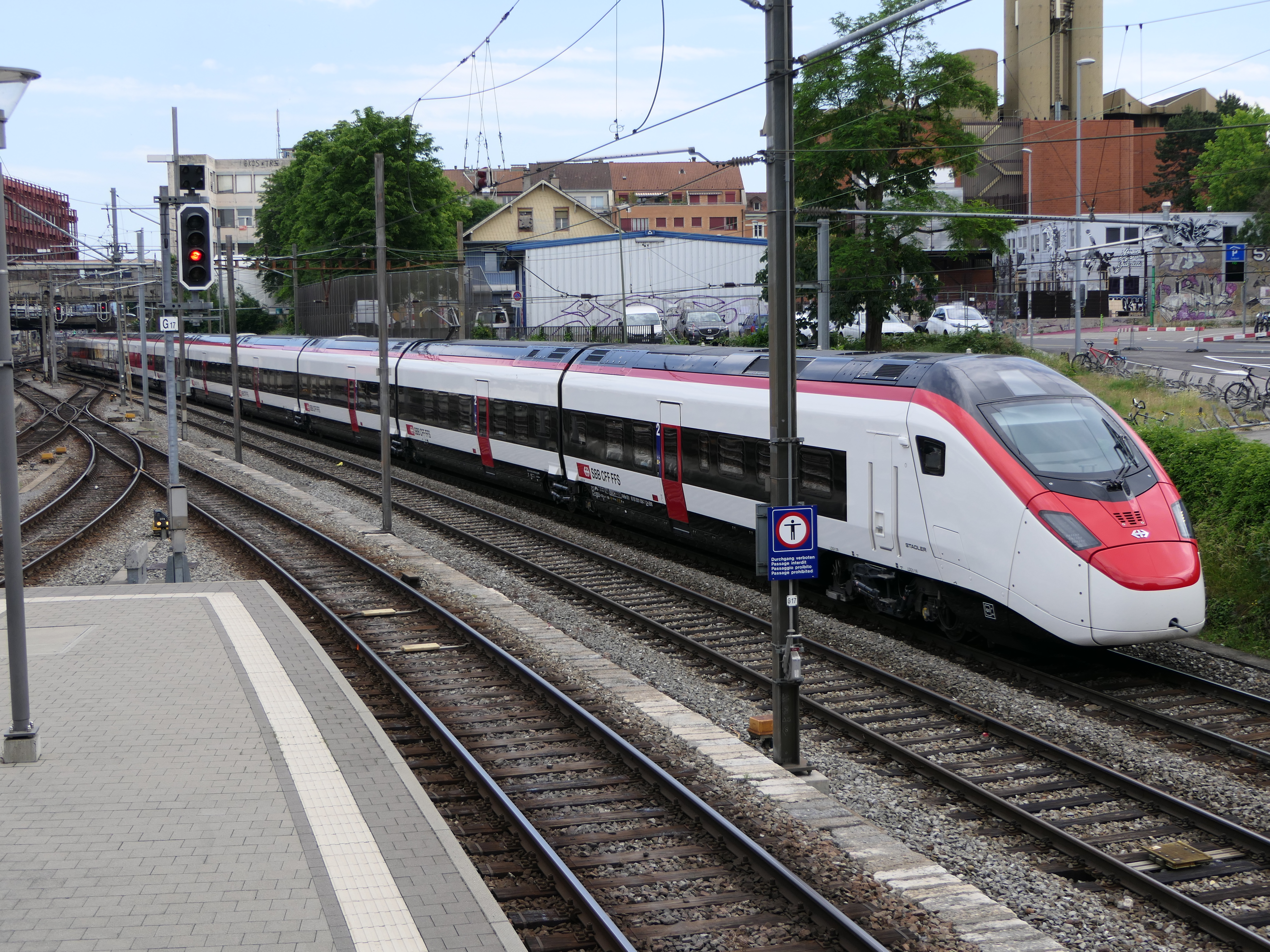
RABe 501 006 am Bahnhof Basel SBB

Am 8. August 2019 wurde als erster Zug der 501 003 in Bellinzona auf den Namen San Gottardo getauft.
Am 31. August 2019 wurde der erste Zug mit einem Kantonswappen versehen. Der 501 007 erhielt in Erstfeld das Wappen des Kanton Uri. Am 26. September 2019 wurde 501 011 auf den Namen Thurgau getauft. Am 23. November 2019 wurde 501 009 auf «Zürich» getauft. Am 15. Dezember 2019 wurde 501 008 auf den Namen Ceneri 2020 getauft und wirbt damit für die Eröffnung des Ceneri-Basistunnels. Am 12. Juni 2021 erhielt der 501 001 das Wappen des Kantons Tessin, es war die erste Taufe nach einem anderthalbjährigen Unterbruch aufgrund der COVID-19-Pandemie. Am 29. August 2021 wurde der 501 015 in Rapperswil auf den Namen Kanton St. Gallen getauft. Nachdem der 501 008 das Werbedesign für den Ceneri-Basistunnel verloren hatte, erhielt er das Wappen der Gemeinde Monteceneri. Am 21. Mai 2022 wurde der 501 026 auf den Namen Kanton Basel-Stadt getauft, dies im Rahmen der Feierlichkeiten zum 175-jährigen Jubiläum der Schweizer Bahnen in Bahnhof Basel SBB.
Die restlichen Züge sollen die Namen Ceneri, Simplon und die Namen der 26 Kantone erhalten. Entgegen der früheren Absicht werden die Kantonswappen nicht gemäss den Nummern der Ae 6/6 vergeben, sondern nach der Verfügbarkeit der Fahrzeuge. Die Wappen werden unter den Seitenfenstern der Führerkabinen ohne den Zusatz «Kanton» sowie im Speisewagen angebracht.
Seit Anfang 2023 erhielten die bisher wappenlosen Züge Wappen und Namen in «stillen Taufen». Die Kantone wurden darüber informiert und können auf Wunsch einen passenden Anlass für eine Taufe organisieren. Der 501 002 Kanton Aargau wurde am 8. Dezember 2023 anlässlich der offiziellen Eröffnung der Schleife Brunegg in Mägenwil nachträglich getauft. Der 501 021 wurde am 9. August 2024 in Chur anlässlich einer Feier von SBB, RhB und dem Kanton getauft. Am 10. Oktober 2024 wurde der RABe 501 028 in Delémont offiziell getauft.
| RABe 501 001 |  | Ticino             |              | RABe 501 015 |                                 | Kanton St. Gallen |  | RABe 501 029        |  | Simplon 1 |
| RABe 501 002 |  | Kanton Aargau      | RABe 501 016 |              | Kanton Glarus 1                 | RABe 501 030      |  | Lombardia 2         |  |           |
| RABe 501 003 |  | San Gottardo 1     | RABe 501 017 |              | Kanton Fribourg/Freiburg 1      | RABe 501 031      |  | Liguria 2           |  |           |
| RABe 501 004 |  | Kanton Schwyz 1    | RABe 501 018 |              | Kanton Appenzell Ausserrhoden 1 | RABe 501 032      |  | Veneto 2            |  |           |
| RABe 501 005 |  | Kanton Nidwalden 1 | RABe 501 019 |              | Kanton Appenzell Innerrhoden 1  | RABe 501 033      |  | Emilia-Romagna 2    |  |           |
| RABe 501 006 |  | Kanton Obwalden 1  | RABe 501 020 |              | Kanton Luzern                   | RABe 501 034      |  | Hessen 2            |  |           |
| RABe 501 007 |  | Kanton Uri         | RABe 501 021 |              | Kanton Graubünden               | RABe 501 035      |  | Hamburg 2           |  |           |
| RABe 501 008 |  | Monteceneri        | RABe 501 022 |              | Kanton Vaud 1                   | RABe 501 036      |  | Toscana 2           |  |           |
| RABe 501 009 |  | Kanton Zürich      | RABe 501 023 |              | Kanton Wallis                   | RABe 501 037      |  | Baden-Württemberg 2 |  |           |
| RABe 501 010 |  | Kanton Baselland 1 | RABe 501 024 |              | Kanton Neuenburg 1              | RABe 501 038      |  | Niedersachsen 2     |  |           |
| RABe 501 011 |  | Kanton Thurgau     | RABe 501 025 |              | Kanton Genève 1                 | RABe 501 039      |  | Südtirol-Trentino 2 |  |           |
| RABe 501 012 |  | Kanton Solothurn   | RABe 501 026 |              | Kanton Basel-Stadt              | RABe 501 040      |  |                     |  |           |
| RABe 501 013 |  | Kanton Zug         | RABe 501 027 |              | Kanton Schaffhausen 1           | RABe 501 041      |  |                     |  |           |
| RABe 501 014 |  | Kanton Bern 1      | RABe 501 028 |              | Kanton Jura                     |                   |  |                     |  |           |

## Stadler SMILE in Österreich
Am 12. März 2025 gaben das Schienenverkehrsunternehmen  Westbahn und der Hersteller Stadler die Vertragsunterzeichnung zur Lieferung von drei einstöckigen Hochgeschwindigkeitszügen des Typs SMILE an die Westbahn bekannt. Mit diesen sollen auf der Südstrecke ab 1. März 2026 täglich fünf Zugpaare vom Wiener Hauptbahnhof über Graz Hbf und die im Dezember 2025 in Betrieb gehende Koralmbahn nach Klagenfurt Hbf und weiter bis Villach Hbf und retour geführt. Wie schon Anfang 2024 von der Westbahn verlautbart, sei nach Fertigstellung des Semmeringbasistunnels geplant, die schon bisher auf der Weststrecke eingesetzten Stadler-Doppelstockzüge auch auf der Südstrecke einzusetzen.

## Kritik

### Niederflur
Stadler Rail bezeichnet den SMILE als „weltweit ersten einstöckigen Niederflur-Hochgeschwindigkeitszug“, dies bezieht sich aber lediglich auf die Möglichkeit eines stufenfreien Einstiegs an den Norm-Perronhöhen im Einsatzgebiet (550 und 760 mm über Schienenoberkante). Hingegen existieren bereits niederflurige Hochgeschwindigkeitszüge (z. B. Talgo 250 und 350) mit einer durchgängigen Fussbodenhöhe von 760 mm. Im Unterschied zu diesen sind bei den SMILE Rampen oder Treppen zu überwinden, um auf die Fussbodenhöhe von 940 mm beziehungsweise 1200 mm (über den Drehgestellen) zu kommen.

### Lärmdämmung
Anfang 2020 wurde berichtet, dass die Lärmdämmung in den Fahrzeugen unzureichend ist. Es heißt, dass die Giruno viel lauter sind als andere europäische Hochgeschwindigkeitszüge wie die ICE in Deutschland, die TGV in Frankreich oder die Frecciarossa und Italo in Italien. Ein Grund dafür ist, dass sich die Einstiege in Wagenmitte befinden, so dass der Fahrgastraum nicht immer durch eine weitere Innentür von den Einstiegsräumen getrennt ist – anders als bei herkömmlichen Zügen. Im Laufe des Jahres 2020 sollten Nachbesserungen durch den Hersteller erfolgen.

### Zuverlässigkeit
Die Züge hatten Kinderkrankheiten und Anlaufschwierigkeiten, die sich in Fehlfunktionen der verschiedenen Systeme, wie z. B. der Außentüren, der Bugklappen oder des Steuerungssystems, manifestierten. Diese führten dann auch zu einigen Ausfällen. Die Zuverlässigkeit der Züge lag 2019 und 2020 unter der von der SBB erwarteten Marke.

### Raumaufteilung
Es gibt getrennte Toiletten für Männer und Frauen. Die Gänge sind relativ schmal. In der 1. Klasse gibt es Sitzplätze mit Tischen zum Arbeiten. Pro Bahn Schweiz kritisiert die Anzahl der Fahrradabstellplätze sowie die Lichtverhältnisse im Fahrgastraum, die als zu hell empfunden werden. Beanstandet werden auch unbequeme Sitze und ein zu lautes akustisches Signal beim Öffnen der Tür.